# Mojca Stegnar
Mojca Stegnar, slovenska raziskovalka
V letih 1995 in 1996 je bila gostujoča profesorica Univerze na Dunaju. Od leta 2002 je redna profesorica na Univerzi v Ljubljani. Zaposlena je bila v Univerzitetnem kliničnem centru Ljubljana.

### Študij
Diplomirala je na Oddelku za biologijo (Biotehniška fakulteta v Ljubljani). Magistrirala je na področju biokemije in doktorirala na področju eksperimentalne patofiziologije (Univerza v Ljubljani).

## Nagrade in priznanja
- 1998: Zoisovo priznanje za pomembne znanstvene dosežke za raziskave strjevanja krvi.

## Vir
- Dra. Mojca Stegnar. medianetworks.cl. (angleščina)